# Pallavolo ai Giochi panarabi - Torneo maschile
Il torneo maschile di pallavolo ai Giochi panarabi è una competizione pallavolistica per squadre nazionali del mondo arabo, organizzata con cadenza variabile dall'UANOC, durante i Giochi panarabi.

## Edizioni
| Edizione      | Edizione             | Podio            | Podio          | Podio          |               |
| Anno          | Organizzatore        | Campione         | Seconda        | Terza          |               |
| ------------- | -------------------- | ---------------- | -------------- | -------------- | ------------- |
| 1953          | Alessandria d'Egitto | Non disputato    | Non disputato  | Non disputato  | Non disputato |
| 1957 Dettagli | Beirut               | Tunisia          | Libano         | Siria          |               |
| 1961          | Casablanca           | Non disputato    | Non disputato  | Non disputato  | Non disputato |
| 1965 Dettagli | Il Cairo             | Rep. Araba Unita | Siria          | Libano         |               |
| 1976 Dettagli | Damasco              | ?                | ?              | ?              |               |
| 1985 Dettagli | Rabat                | Tunisia          | Iraq           | Arabia Saudita |               |
| 1992 Dettagli | Damasco              | Bahrein          | Kuwait         | Siria          |               |
| 1997 Dettagli | Beirut               | Algeria          | Arabia Saudita | Kuwait         |               |
| 1999 Dettagli | Amman                | Tunisia          | Egitto         | Bahrein        |               |
| 2004 Dettagli | Algeria              | Egitto           | Algeria        | Tunisia        |               |
| 2007 Dettagli | Il Cairo             | Qatar            | Bahrein        | Egitto         |               |
| 2011 Dettagli | Doha                 | Egitto           | Qatar          | Algeria        |               |
| 2023 Dettagli | Algeria              | Libia            | Algeria        | Qatar          |               |

## Medagliere
| Pos. | Squadra        | 1º posto | 2º posto | 3º posto | Totale |
| ---- | -------------- | -------- | -------- | -------- | ------ |
| 1    | Egitto         | 3        | 1        | 1        | 5      |
| 2    | Tunisia        | 3        | 0        | 1        | 4      |
| 3    | Algeria        | 1        | 2        | 1        | 4      |
| 4    | Bahrein        | 1        | 1        | 1        | 3      |
| 4    | Qatar          | 1        | 1        | 1        | 3      |
| 6    | Libia          | 1        | 0        | 0        | 1      |
| 7    | Siria          | 0        | 1        | 2        | 3      |
| 8    | Arabia Saudita | 0        | 1        | 1        | 2      |
| 8    | Libano         | 0        | 1        | 1        | 2      |
| 8    | Kuwait         | 0        | 1        | 1        | 2      |
| 11   | Iraq           | 0        | 1        | 0        | 1      |

Mancano i risultati della V edizione.